# Lettisches Heer
Das Lettische Heer (lettisch Latvijas Sauszemes spēki) ist die Landstreitmacht der Streitkräfte der Republik Lettland.

## Geschichte

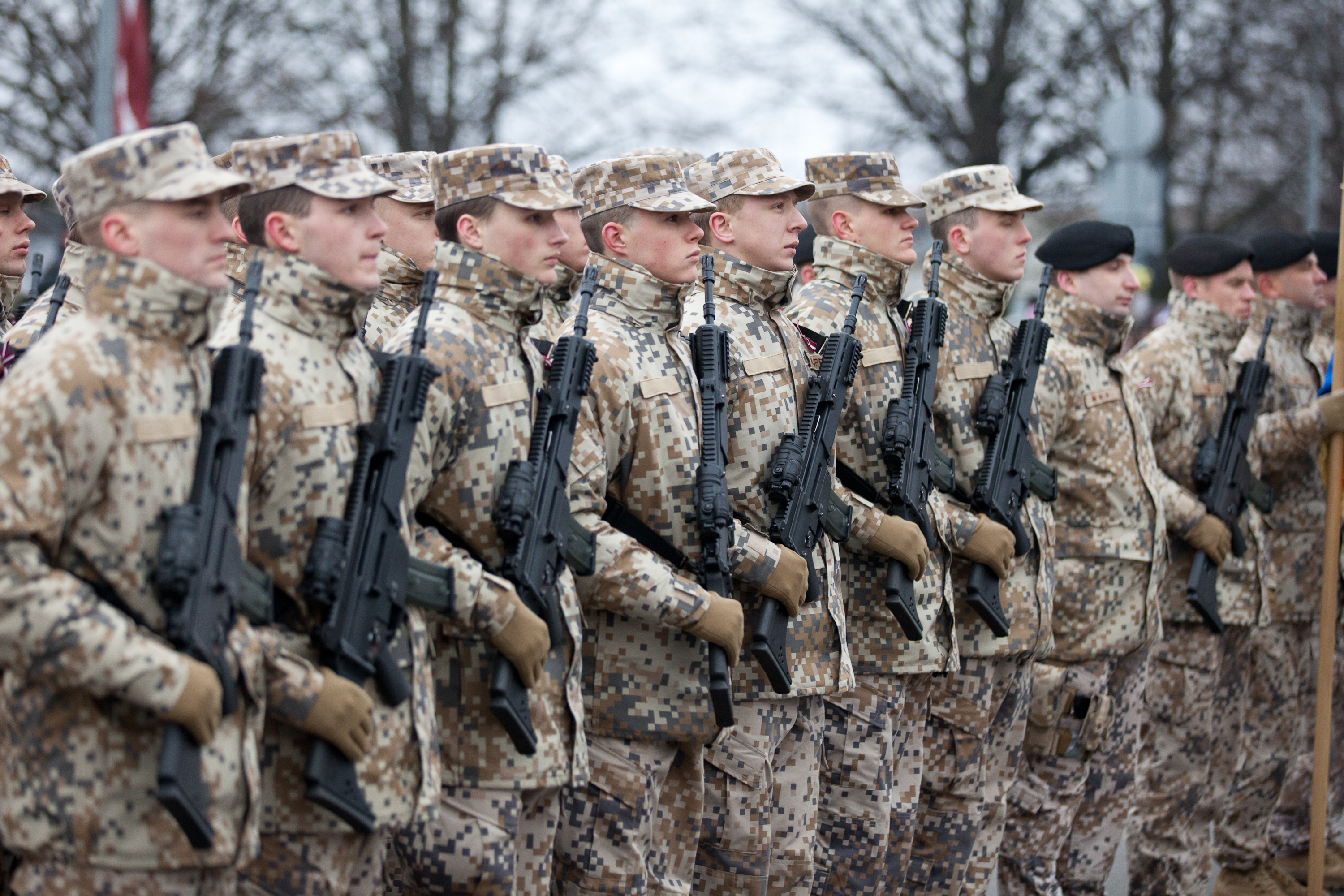
Militärparade zum Nationalfeiertag

Nach der Russischen Revolution und dem Ersten Weltkrieg erklärte Lettland am 18. November 1918 die Unabhängigkeit. In der Folgezeit wurden erstmals eigene Truppen aufgestellt, die nach und nach zu einer strukturierten Armee wurden, die die Souveränität des Landes im Lettischen Unabhängigkeitskrieg verteidigen konnte. Das neue lettische Heer hatte bei den größtenteils an Land stattfindenden Kämpfen erhebliche Bedeutung und war mit dafür entscheidend, dass sie am 11. August 1920 mit dem Friedensvertrag von Riga siegreich beendet wurden.
In der folgenden Zeit der Unabhängigkeit hatten die Landstreitkräfte einen Bestand von vier Divisionen. Trotzdem gelang es Lettland während des Zweiten Weltkrieges nicht seine Souveränität zu behaupten und es wurde von der Sowjetunion, später vom Deutschen Reich und schließlich wieder von der Sowjetunion besetzt und als Unionsrepublik eingegliedert.
Im Jahr 1991 gewann die Republik Lettland ihre Unabhängigkeit als souveräner Staat zurück. In der Folgezeit wurden wieder eigene Streitkräfte (einschließliches eines Heeres) aufgestellt. Nach dem NATO-Beitritt Lettlands im Jahr 2004 wurden die Landstreitkräfte neu strukturiert. So wurden 2006 alle regulären Einheiten in einer Brigade zusammengefasst. Der Kommandant dieser Brigade ist dabei gleichzeitig Kommandant des Heeres. Im Jahr 2012 begann man die Landstreitkräfte zu einer mechanisierten Truppe auszubauen.

### Befehlshaber des Heeres
Seit 2025 ist Oberst Igors Kļaviņš Kommandant der Brigade und somit ranghöchster Offizier des lettischen Heeres.
Seine direkten Vorgänger waren:
- Oskars Kudlis (2023–2025)
- Sandris Gaugers (2018–2023)
- Ilmārs Atis Lejiņš (2016–2018)
- Mārtiņš Liberts (2013–2016)
- Dzintars Roga (2009–2013)
- Igors Rajevs (2007–2009)

## Aufgaben und Organisation

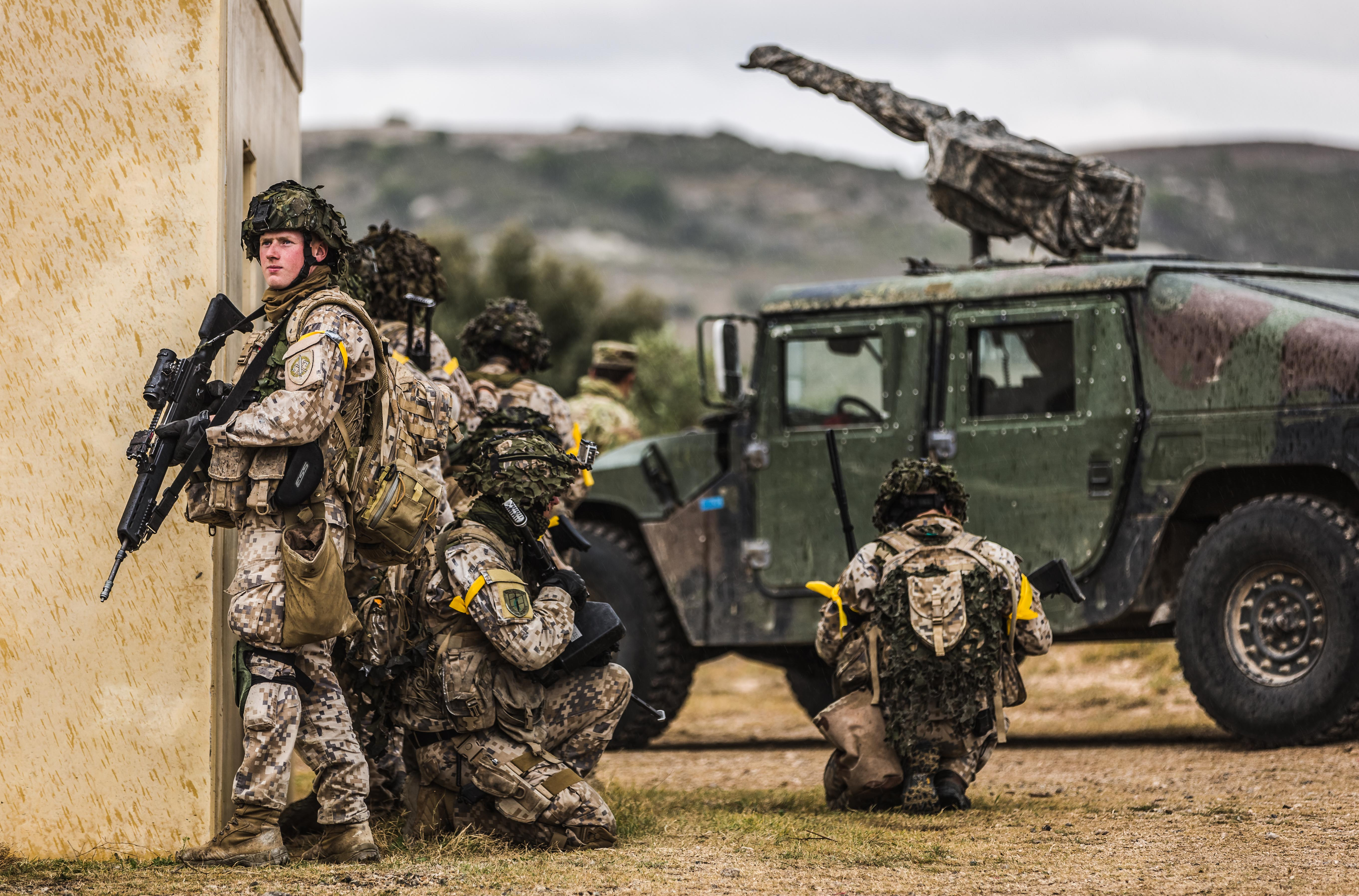
Lettische Soldaten bei einer NATO-Übung in Spanien

Die lettischen Landstreitkräfte haben fünf zentrale Aufgaben:
- den Schutz des Staates zu gewährleisten
- Kampfbereitschaft zu gewährleisten
- Teilnahme an internationalen Operationen vorbereiten
- Beteiligung an internationalen Antiterroroperationen
- Entlastung und Unterstützung anderer Hilfskräfte in Notfällen, bei Feuer- und Rettungsmaßnahmen sowie in Krisensituationen

### Struktur
Das lettische Heer besteht aus einer Infanteriebrigade, die auf dem Kasernenareal des Truppenübungsplatzes Ādaži stationiert ist. Diese gliedert sich wie folgt:
- Infanteriebrigade
  -  Hauptquartier
    - Stabs-/Fernmeldekompanie

  -  1. mechanisiertes Infanteriebataillon
    - Stabs-/Fernmeldekompanie
    - 1. (mechanisierte) Infanteriekompanie
    - 2. (mechanisierte) Infanteriekompanie
    - 3. (mechanisierte) Infanteriekompanie
    - Versorgungskompanie

  -  2. mechanisiertes Infanteriebataillon
    - Stabs-/Fernmeldekompanie
    - 1. (mechanisierte) Infanteriekompanie
    - 2. (mechanisierte) Infanteriekompanie
    - 3. (mechanisierte) Infanteriekompanie
    - Versorgungskompanie

  -  3. Infanteriebataillon
  -  Artillerieabteilung
  -  Kampfunterstützungsbataillon
    - Stabs-/Fernmeldekompanie
    - Panzerjagdkompanie
    - Pionierkompanie
    - Aufklärungskompanie
    - Forward Air Control Team

  -  Versorgungsbataillon
    - Versorgungs- und Transportkompanie
    - Sanitätskompanie
    - Instandsetzungskompanie

### Dienstgrade
| Dienstgradgruppe        | Generale         | Generale     | Generale           | Stabsoffiziere | Stabsoffiziere   | Stabsoffiziere | Subalternoffiziere | Subalternoffiziere | Subalternoffiziere |
| ----------------------- | ---------------- | ------------ | ------------------ | -------------- | ---------------- | -------------- | ------------------ | ------------------ | ------------------ |
| Schulterstücke          |                  |              |                    |                |                  |                |                    |                    |                    |
| Dienstgrad              | Ģenerālleitnants | Ģenerālmajor | Brigādes Ģenerālis | Pulkvedis      | Pulkvežleitnants | Majors         | Kapteinis          | Virsleitnants      | Leitnants          |
| Dienstgrad (Bundeswehr) | Generalleutnant  | Generalmajor | Brigadegeneral     | Oberst         | Oberstleutnant   | Major          | Hauptmann          | Oberleutnant       | Leutnant           |
| NATO-Rangcode           | OF-8             | OF-7         | OF-6               | OF-5           | OF-4             | OF-3           | OF-2               | OF-1               | OF-1               |

| Dienstgradgruppe        | Unteroffiziere und Mannschaften | Unteroffiziere und Mannschaften | Unteroffiziere und Mannschaften | Unteroffiziere und Mannschaften | Unteroffiziere und Mannschaften   | Unteroffiziere und Mannschaften   | Unteroffiziere und Mannschaften | Unteroffiziere und Mannschaften |
| ----------------------- | ------------------------------- | ------------------------------- | ------------------------------- | ------------------------------- | --------------------------------- | --------------------------------- | ------------------------------- | ------------------------------- |
| Schulterstücke          |                                 |                                 |                                 |                                 |                                   |                                   |                                 |                                 |
| Dienstgrad              | Vecākais virsniekvietnieks      | Virsniekvietnieks               | Vecākais virsseržants           | Virsseržants                    | Seržants                          | Kaprãlis                          | Dižkareivis                     | Kareivis                        |
| Dienstgrad (Bundeswehr) | Oberstabsfeldwebel              | Stabsfeldwebel                  | Hauptfeldwebel                  | Feldwebel/ Oberfeldwebel        | Unteroffizier/ Stabsunteroffizier | Stabsgefreiter Oberstabsgefreiter | Obergefreiter/ Hauptgefreiter   | Soldat                          |
| NATO-Rangcode           | OR-9                            | OR-8                            | OR-7                            | OR-6                            | OR-5                              | OR-4                              | OR-3                            | OR-2                            |

## Ausrüstung
Das lettische Heer verfügt u. a. über Transportfahrzeuge der Hersteller Scania, Mercedes und Land Rover. Zudem befinden sich das kettengetriebene Mehrzweckfahrzeug Bandvagn 206 und gepanzerte Fahrzeuge vom Typ HMMWV im Einsatz. 2014 erhielt Lettland aus britischen Beständen 123 Panzerfahrzeuge CVR(T) im Wert von 39,4 Millionen Pfund. Als leichtes Geländefahrzeug erhielt Lettland 62 Quads vom Hersteller Polaris Industries und eine unbestimmte Anzahl von 3-Achsigen Fahrzeugen der Serie Can-Am Off-Road.
Weiterhin erhielt das lettische Heer in den letzten Jahren 35 (aus Beständen des österreichischen Bundesheer stammende) M109-Panzerhaubitzen, 10 Unterstützungseinheiten mit Rechenzentren sowie 2 Fahrschulfahrzeuge. Die ersten Selbstfahrlafetten wurden im Herbst 2017 geliefert. Die Auslieferung dieser Einheiten wurde bis Oktober 2018 abgeschlossen und nach einer weiteren Übereinkauft aus dem April 2021 erhielt Lettland noch im selben Jahr 18 weitere. Mit dem Zulauf wurde die Artilleriekapazität der Heeresbrigade erheblich gesteigert und 2018/19 wieder ein Artilleriebataillon aufgestellt.
Im Februar 2018 kaufte Lettland für 108 Millionen Euro Panzerabwehrraketen des Typs „Spike“ aus Israel. Bis 2023 sollen diese Waffensysteme schrittweise geliefert werden. Es ist vorgesehen, auch die aus Großbritannien gekauften Scorpion-Spähpanzer CVR(T) damit auszurüsten. Lettland verwendet bereits eine ältere Version der Panzerabwehrrakete „Spike“ im Heer.

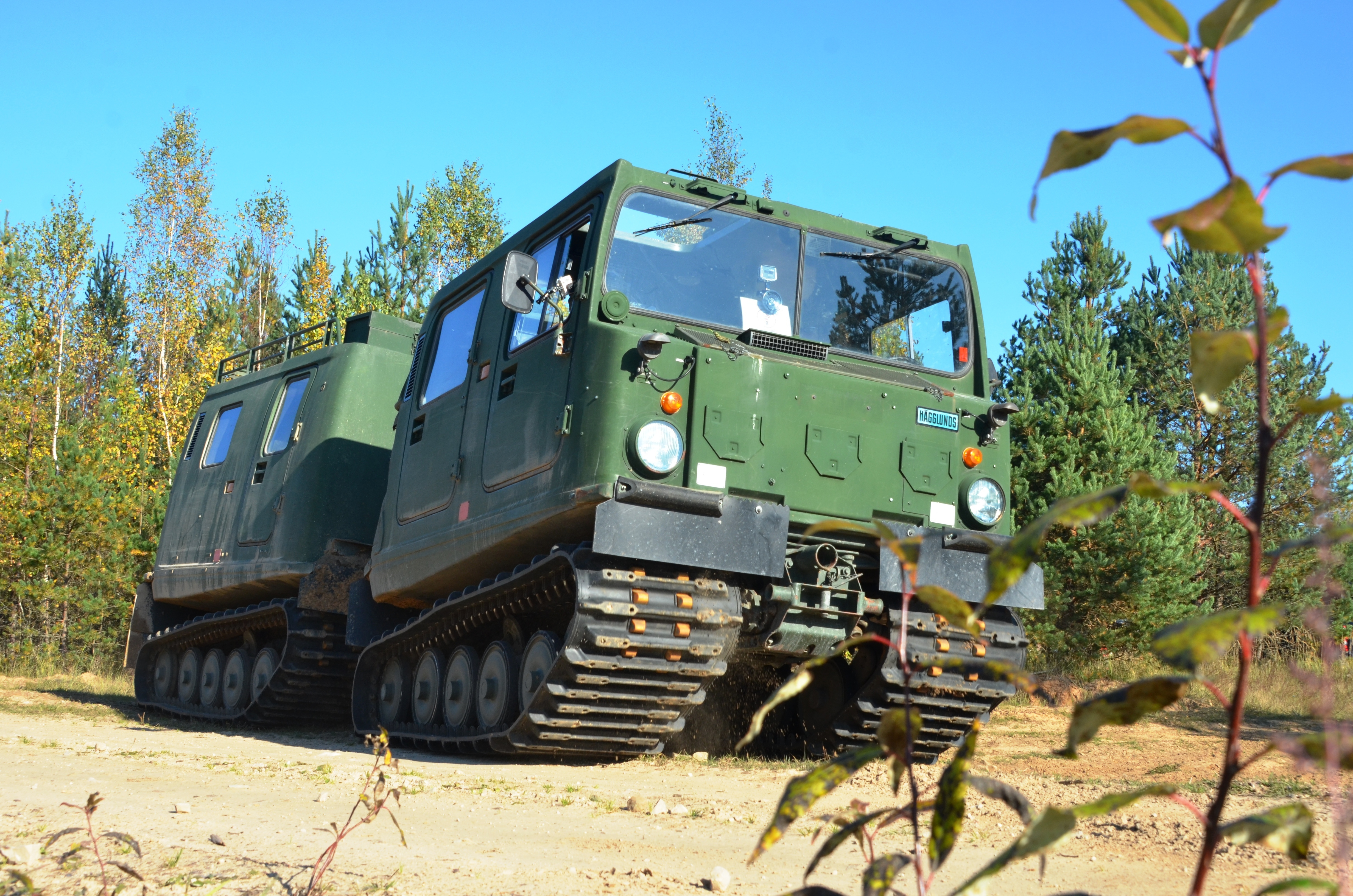
Lettischer Bandvagn BV206
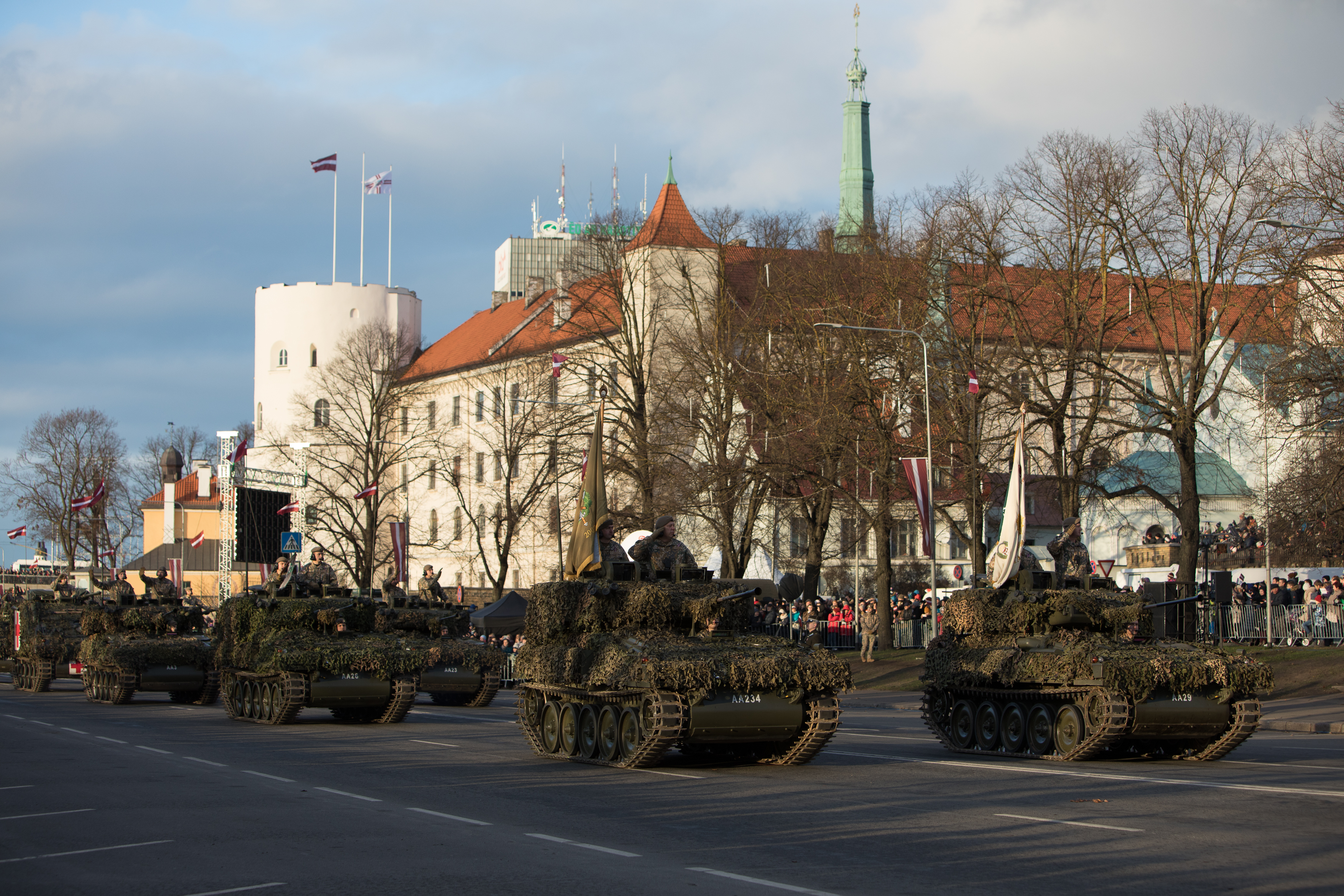
Lettische CVR(T) bei einer Parade
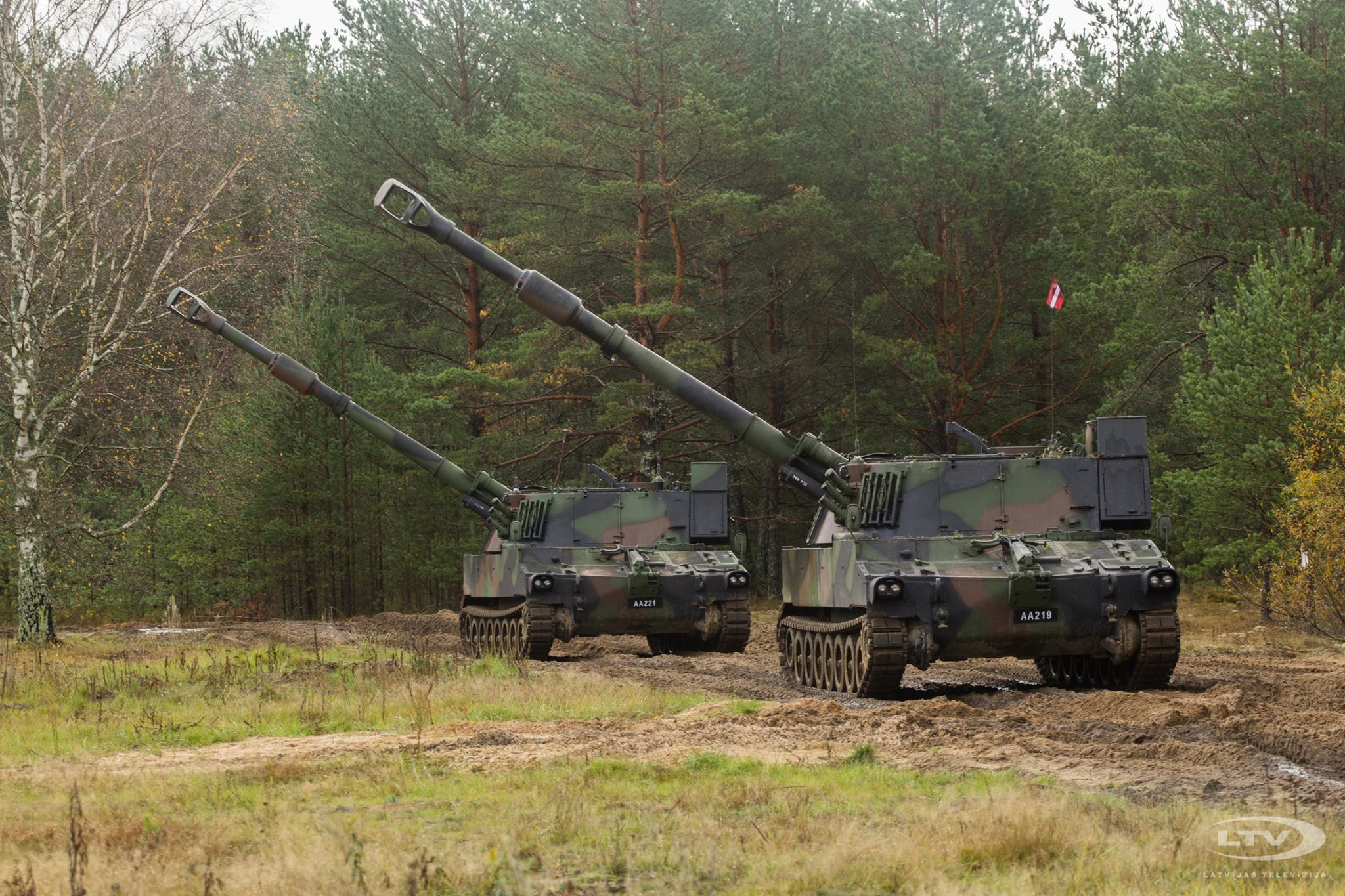
Lettische M109-Haubitzen
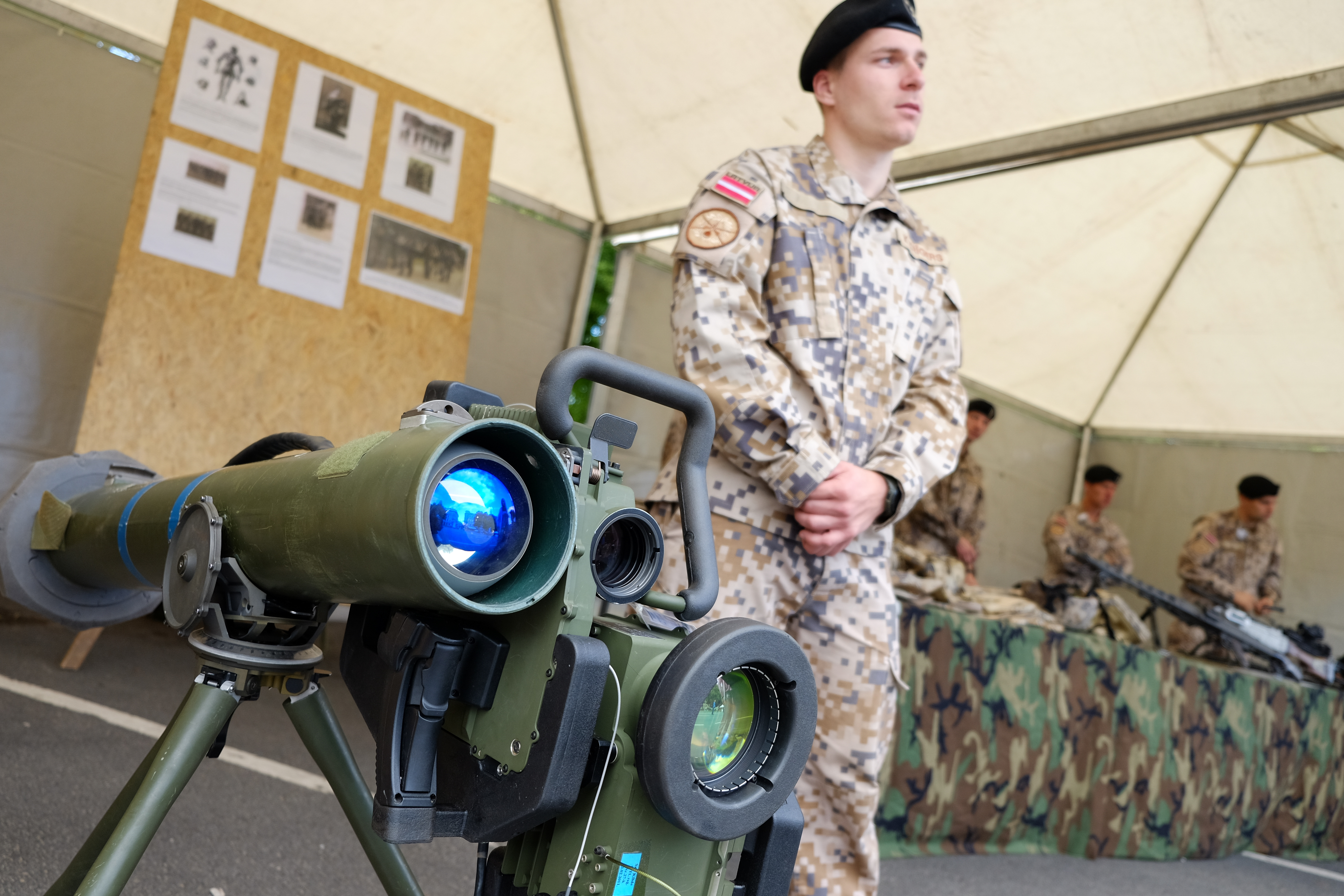
Lettische Panzerabwehrrakete „Spike“
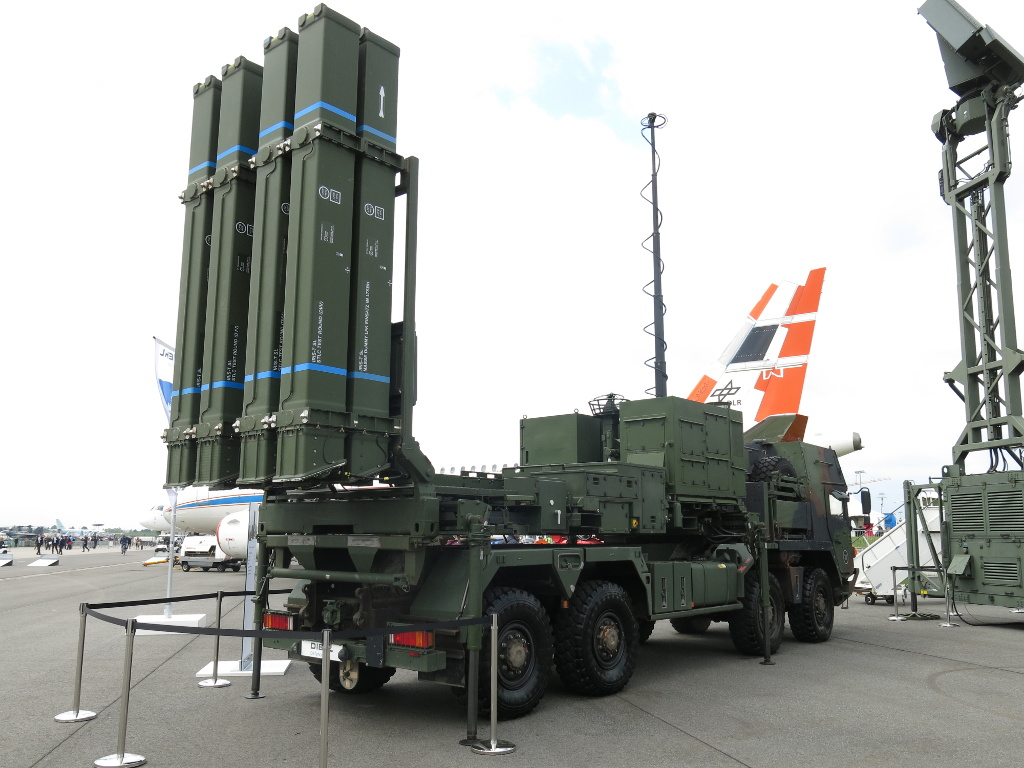
IRIS-T SLM-Starter auf Basis eines MAN SX45

Für die nächsten Jahre ist die Anschaffung von 200 neuen Transportpanzern geplant. Dazu wurden zwischen Finnland, Lettland und dem Unternehmen Patria mehrere Verträge über die gemeinsame Produktion eines gepanzerten 6x6 Fahrzeuges unterschrieben. Die Lieferung von 200 Fahrzeugen für das lettische Heer im Wert von 200 Mio. Euro soll zwischen 2021 und 2029 erfolgen. Im Jahr 2021 bestellte Lettland bei der amerikanischen Firma General Dynamics vier M3 Amphibienfahrzeuge im Wert von 20 Millionen US-Dollar. Die Fahrzeuge dienen zur Stärkung der amphibischen Fähigkeiten der NATO.
Des Weiteren kaufte Lettland im November 2022 sechs Mehrfachraketenwerfer M142 HIMARS aus den USA.
Estland und Lettland bestellten zusammen im September 2023 das Boden-Luft-Lenkwaffensystem IRIS-T SLM zur Luftraumverteidigung, für ca. eine Milliarde EUR. Lettland wird demnach 3 bis 5 Einheiten (mit je drei Raketenwerfern (8 Raketen pro Raketenwerfer), einem Radarfahrzeug mit einer Leitstelle pro Einheit und noch Zusatzfahrzeuge zur Beladung bzw. Instandsetzung) bis 2025 erhalten.